# Сумино (Череповецкий район)
Сумино — деревня в Череповецком районе Вологодской области.
Входит в состав Абакановского сельского поселения, с точки зрения административно-территориального деления — в Абакановский сельсовет.
Расстояние по автодороге до районного центра Череповца — 49 км, до центра муниципального образования Абаканово — 6 км. Ближайшие населённые пункты — Ружбово, Ждановская, Анашкино, Покров.
По переписи 2002 года население — 4 человека.